# Franco Amurri
Franco Amurri (nasceu em 12 de Setembro de 1958 em Roma, Lázio, Itália) é um cineasta, produtor e roteirista italiano.

## Filmografia
- Il ragazzo del Pony Express (1986)
- Da grande (1987)
- Flashback (1990)
- Monkey Trouble (1994)

## Vida Pessoal
Já casou com a atriz estadunidense Susan Sarandon. Começou a namorar em 1981 e depois casaram-se em 1984. Juntos tiveram uma filha, a atriz Eva Amurri, nascida em 1985. O casal divorciaram-se em 1988.